# JD Sports
JD Sports Fashion Plc  est une entreprise britannique de distribution de vêtements et de baskets sportswear. Son siège social est basé à Bury près de Manchester. Son capital est détenu à 58 % par le groupe Pentland (en). Les initiales JD sont les premières lettres des prénoms des fondateurs : John Wardle et David Makin.

## Histoire
En 1981, la société est créée par John Wardle et David Makin, faisant du commerce à partir d'un seul magasin à Bury, dans le Grand Manchester. En 1983, la société ouvre un magasin dans le centre Arndale, à Manchester.
En décembre 2001, elle achète 209 magasins supplémentaires avec l'acquisition de First Sport de Blacks Leisure Group.
En octobre 2005, la marque rachète 70 magasins à Allsports. Puis huit ans plus tard, 73 points de vente Chausport en France, avant de réellement s'installer en 2011 à Lille sous l'enseigne JD King of Trainers.
En mars 2019, JD Sports annonce l'acquisition de Footasylum pour 90 millions de livres, entreprise dont il disposait déjà d'une participation de 18 %. À la suite de cette opération, la Competition and Markets Authority impose la vente de Footasylum à JD Sports pour des raisons de concurrence.
En décembre 2020, JD Sports annonce l'acquisition de Shoe Palace, entreprise américaine avec 167 magasins, pour 325 millions de dollars.
En juin 2021, JD Sports annonce l'acquisition d'une participation de 80 % dans Deporvillage, une entreprise espagnole d'équipement sportif, pour 140 millions d'euros.
Dans les années 2020, JD devient le « leader mondial sur le marché des sneakers », dépassant Foot Locker.
En août 2022, JD Sports annonce la vente de Footasylum à Aurelius, un fonds d'investissement pour 45 millions d'euros, sur une demande des autorités de la concurrence.
En juin 2023, la société compte 900 points de vente sur la planète, dont 150 en France pour plus de 11 milliards d'euros de chiffres d'affaires, dont près d'un tiers dans son pays d'origine. Cette année-là, JD Sports rachète la société Courir pour 520 millions d'euros,,. Les plus de trois cents magasins du distributeur Courir, présents notamment en France, Espagne et Belgique, gardent le même nom d'enseigne, Courir, la société JD Sports estimant que la clientèle est différente de celle de ses propres magasins,. JD Sports rachète également les neuf boutiques Gap en France, dont sept à Paris : cette cession est issue des déboires de l'entreprise Wilsam (filiale de la Financière immobilière bordelaise liée à Michel Ohayon).
En décembre 2023, Sports Unlimited Retail, la filiale néerlandaise de JD Sports, est déclarée en faillite.
En avril 2024, JD Sports annonce l'acquisition de Hibbett, une entreprise de distribution américaine de vêtement de sport, pour 1,08 milliard de dollars.